# Google Пакет
Google Пакет (на английски: Google Pack) е безплатен софтуерен пакет на Google, който съдържа няколко приложни програми за операционните системи Windows XP, Windows Vista и Windows 7. За първи път е обявен през януари 2006 г.

## Налични приложения
Потребителят може да избере кои от следните приложения да инсталира. Ако някое приложение вече е инсталирано, Google Updater проверява дали то е последната версия и го актуализира, ако е необходимо.
Приложенията в пакета варират съобразно вида на езика и на операционната система. За българските потребители с Windows XP се предлагат следните приложения:

### На Google
- Picasa – за организиране, редактиране и споделяне на снимки
- Google Chrome – уеб браузър
- Google Desktop – за настолно търсене на информация
- Google Приложения – приложения на Google за поща, календар и документи
- Google Toolbar за Internet Explorer – панел с инструменти за Internet Explorer
- Google Земя – виртуален глобус на Земята

### На трети страни
- Adobe Reader – за отваряне на PDF документи
- Firefox с Google Toolbar
- Skype – за чат и телефония
- Spyware Doctor with Anti-Virus – за откриване и премахване на зловредни програми